# Потёмкин, Алексей Яковлевич (губернский предводитель дворянства)
Алексей Яковлевич Потёмкин (18 (30) июня 1822 — 1849) — поручик, уездный и губернский предводитель дворянства Нижегородской губернии.
Из дворян Потёмкиных Нижегородской губернии.

## Биография
Сын Якова Алексеевича Потёмкина от второго его брака с Варварой Дмитриевной Бахметевой. Родился в Москве, крещен 2 июля 1822 года в Георгиевской церкви в бывшем Георгиевском монастыре при восприемстве И. Н. Римского-Корсакова и бабушки Т. И. Бахметевой.
В службу вступил юнкером (11 мая 1839) в Киевский драгунский полк, позже переименованный в Гусарский Его императорского Высочества герцога Максимилиана Лейхтенбергского полк. Эстандарт-юнкер того же полка (29 ноября 1839). Произведён в корнеты (04 июля 1840). Удостоился в числе прочих получить Высочайшее благоволение, объявленное ему за смотр, учения и маневры, бывшие в присутствии императора Николая I Павловича (19 мая 1841 и 12-14 сентября 1842). Пожалован в поручики (1843). По прошению и в связи с болезнью уволен от воинской службы (14 апреля 1844).
На нижегородском собрании дворянства избран на должность предводителя дворянства Горбатовского уезда (декабрь 1845). Внесён в VI часть дворянской родословной книги Нижегородской губернии (29 мая 1848).
Избран и Высочайше утверждён в должности губернского предводителя дворянства (февраль 1849), на момент избрания имел 26 лет от роду и являлся одним из самых молодых лиц в данной должности.
Скончался 15 июля 1849 года.